# Katastrofa lotu Régional 7775
Katastrofa lotu Régional 7775 – wypadek lotniczy, który wydarzył się 25 stycznia 2007 roku nieopodal portu lotniczego Pau-Pyrénées we Francji. Samolot typu Fokker 100 rozbił się chwilę po starcie w wyniku przeciągnięcia. Jedyną ofiarą śmiertelną był przejeżdżający drogą kierowca ciężarówki. Osoby na pokładzie nie odniosły ran (50 pasażerów i 4 osoby załogi).

## Samolot
Samolotem, biorącym udział w wypadku był wyprodukowany w 1991 roku, należący do francuskiej linii lotniczej Régional Fokker 100 o znakach F-GMPG – maszyna krótkiego i średniego zasięgu produkcji holenderskiej. Przed trafieniem do Régional, podwykonawcy Air France (w 2005 roku), latał w barwach TAT European Airlines, Air Liberté i Air Corsica.

## Przebieg wypadku
Załoga lotu 7775 otrzymała zgodę na start o 10:25:15, kilka sekund później potwierdzono tryb pracy przepustnicy (TOGA). O 10:26 załoga zauważyła ptaki w pobliżu. Osiem sekund później samolot oderwał się od pasa startowego przy prędkości 267 km/h (144 węzły). Sekundę później maszyna nagle przechyliła się w lewo (przechył do 35 stopni), kapitan skontrował w prawo, samolot przechylił się do 67 stopni, zniżając się. Po kolejnej kontrze w lewo nastąpił przechył do 59 stopni, wysokość spadła do 33 m (107 stóp). O 10:26.22 prawe podwozie przyziemiło w obszarze serwisowym na prawo od pasa, powodując odbicie samolotu, prędkość w tym czasie osiągnęła ok. 300 km/h (160 węzłów). Kapitan zredukował przepustnicę, decydując się na lądowanie. 5 sekund później maszyna ponownie zetknęła się z ziemią na obszarze serwisowym, przy końcu pasa nr 13. O 10:26.29 na ok. trzy sekundy włączono odwracacze ciągu. Samolot przejechał ok. 340 m, uderzył w ogrodzenie lotniska i wjechał na drogę D289. Lewe podwozie uderzyło w kabinę ciężarówki, a wzniesienie po drugiej stronie drogi urwało oba główne podwozia. Samolot ślizgał się dalej na polu przez ok. 535 m, zatrzymując się o 10:26.49. Po zgłoszeniu mayday i wykonaniu końcowych procedur kapitan ogłosił ewakuację o 10:27.

## Przyczyny
Śledztwem zajęła się francuska agencja do spraw wypadków lotniczych, BEA. Ustalono, że główną przyczyną wypadku była utrata kontroli spowodowana przez: oblodzenie skrzydeł samolotu, związane z niewystarczającym uwzględnieniem warunków pogodowych podczas postoju; oraz szybkim pochyleniem samolotu, odruchowej reakcji na lecące ptaki.